# پول برگشتی (فیلم ۲۰۰۴)
پول برگشتی (به هندی: Paisa Vasool) یا ارزش پول فیلمی محصول سال ۲۰۰۴ و به کارگردانی سرینیواس باشیام است. در این فیلم بازیگرانی همچون مانیشا کویرالا، سوشمیتا سن، سوشانت سینگ، تینو آناند، ماکاراند دشپانده و راکهی ساوانت ایفای نقش کرده‌اند.